# Bodhidharma
Bodhidharma (sànscrit: बोधिधर्म; xinès: 菩提達摩, pinyin: Pútídámó o simplement Dámó; Wade-Giles: Tamo; japonès: 達磨 o ダルマ, Daruma) va ser un monjo budista indi. El seu nom significa  dharma del despertar  (bodhi)  en sànscrit. Tradicionalment se'l reconeix com el transmissor del budisme a la Xina i considerat com el seu primer patriarca xinès. Segons una història apòcrifa del segle XVII que es troba en un manual anomenat Yijin Jing, va començar l'ensinistrament físic dels monjos del monestir de Shaolin que va portar a la creació del Kungfu Xaolin.
Hi ha poca informació biogràfica contemporània sobre Bodhidharma, i els relats posteriors es van omplir de llegendes i detalls poc fiables. Va néixer al sud de l'Índia, possiblement a Kanchipuram, devers l'any 440. Va anar a la Xina devers el 475 (o el 520, segons altres fonts). Allà va visitar diversos monestirs, ensenyant i fent sermons.
Segons les principals fonts xineses, Bodhidharma prové de les regions occidentals, que normalment es refereix a l'Àsia central, però també pot incloure el subcontinent indi, i es descriu com un  persa central asiàtic o un  El sud de l'Índia […] el tercer fill d'un gran rei indi. En tot l'art budista, Bodhidharma és representat com una persona no xinesa de mal humor, de barba profusament i d'ulls amples. Se'l coneix com  El bàrbar d'ulls blaus  (xinès: 碧眼胡; pinyin: Bìyǎnhú) als textos Chan.
La tradició diu que va ser convidat a una audiència amb l'emperador Wu de la dinastia Liang de les dinasties del Sud, el 520. Quan l'emperador li va demanar quants de mèrits havia guanyat construint temples i monestirs, Bodhidharma contestà: «Cap.» Perplex, l'emperador demanà: «Bé, quin és aleshores l'ensenyament fonamental del budisme?» Li respongué: «La vasta vacuïtat.» «Escolta», digué l'emperador acabant la paciència, «qui et creus que ets tu?», i Bodhidharma contestà: «No ho sé.»

## Llegendes sobre Bodhidharma
Diverses històries sobre Bodhidharma s'han convertit en llegendes populars, que encara s'estan utilitzant en la tradició Ch'an, Seon i Zen.

### Trobada amb l'emperador Wu de Liang
L'Antologia de la Sala Patriarcal diu que l'any 527, Bodhidharma va visitar l'emperador Wu de Liang, un fervent mecenes del budisme:
| « | Emperador Wu: "Quant mèrit kàrmic he guanyat per ordenar monjos budistes, construir monestirs, copiar sutres i encarregar imatges de Buda?" Bodhidharma: "Cap. Les bones accions fetes amb intenció mundana aporten bon karma, però cap mèrit". Emperador Wu: "Llavors, quin és el significat més alt de noble veritat?" Bodhidharma: "No hi ha una veritat noble, només hi ha buit". Emperador Wu: "Llavors, qui està davant meu?" Bodhidharma: "No ho sé, Majestat." | » |

Aquesta trobada es va incloure com el primer kōan del Blue Cliff Record.

### Nou anys mirant la paret

Dazu Huike oferint el seu braç a Bodhidharma. Pintura a tinta de Sesshū Tōyō, 1496, període Muromachi, Japó.

En no fer una impressió favorable al sud de la Xina, es diu que Bodhidharma va viatjar al monestir de Shaolin. Després d'haver rebutjat l'entrada o de l'expulsió al cap de poc temps, va viure en una cova propera, on es va enfrontar a un mur durant nou anys, sense parlar durant tot el temps.
La tradició biogràfica està plena de contes apòcrifs sobre la vida i les circumstàncies de Bodhidharma. En una versió de la història, es diu que s'ha adormit set anys després dels seus nou anys d'observació de la paret. Enfadat amb ell mateix, es va tallar les parpelles per evitar que tornés a passar. Segons la llegenda, quan les seves parpelles van tocar el terra, van sorgir les primeres plantes de te, i després, el te proporcionaria un estimulant per ajudar a mantenir desperts els estudiants de Chan durant el zazen.
El relat més popular relata que Bodhidharma va ser admès al temple de Shaolin després de nou anys a la cova i s'hi va ensenyar durant algun temps. Tanmateix, altres versions informen que va morir, assegut dret  o que va desaparèixer, deixant enrere el Yijin Jing;  o que les seves cames es van atrofiar després de nou anys asseguts, per això les nines Daruma no tenen cames.

### Huike li talla el braç
En una llegenda, Bodhidharma es va negar a reprendre l'ensenyament fins que el seu aspirant a alumne, Dazu Huike, que havia vigilat durant setmanes a la neu profunda fora del monestir, es va tallar el braç esquerre per demostrar sinceritat. Daoxuan afirma que el braç d'en Huìkě va ser tallat pels bandits.

### Transmissió

#### Pell, carn, ossos, medul·la
El registre Jingde de la transmissió del llum (景德传灯录) de Daoyuan, presentat a l'emperador el 1004, registra que Bodhidharma volia tornar a l'Índia i va reunir els seus deixebles:
| « | Bodhidharma va preguntar: «Cada un de vosaltres pot dir alguna cosa per demostrar la vostra comprensió?» Dao Fu va fer un pas endavant i va dir: «No està lligat per paraules i frases, ni està separat de paraules i frases. Aquesta és la funció del Tao». Bodhidharma: «Has aconseguit la meva pell». La monja Zong Chi va fer un pas i va dir: «És com una visió gloriosa del regne del Buda Akshobhya. Vist una vegada, no cal tornar-lo a veure». Bodhidharma: «Has aconseguit la meva carn». Dao Yu va dir: «Els quatre elements estan tots buits. Els cinc skandhas no tenen existència real. No es pot captar ni un sol dharma». Bodhidharma: «Has aconseguit els meus ossos». Finalment, Huike va sortir, es va inclinar profundament en silenci i es va aixecar dret. Bodhidharma va dir: «Has aconseguit la meva medul·la». | » |

Bodhidharma va transmetre la túnica simbòlica i el bol de la successió del dharma a Dazu Huike i, segons alguns textos, una còpia del Laṅkāvatāra Sūtra. Aleshores Bodhidharma va tornar a l'Índia on va morir.

### Bodhidharma a Shaolin

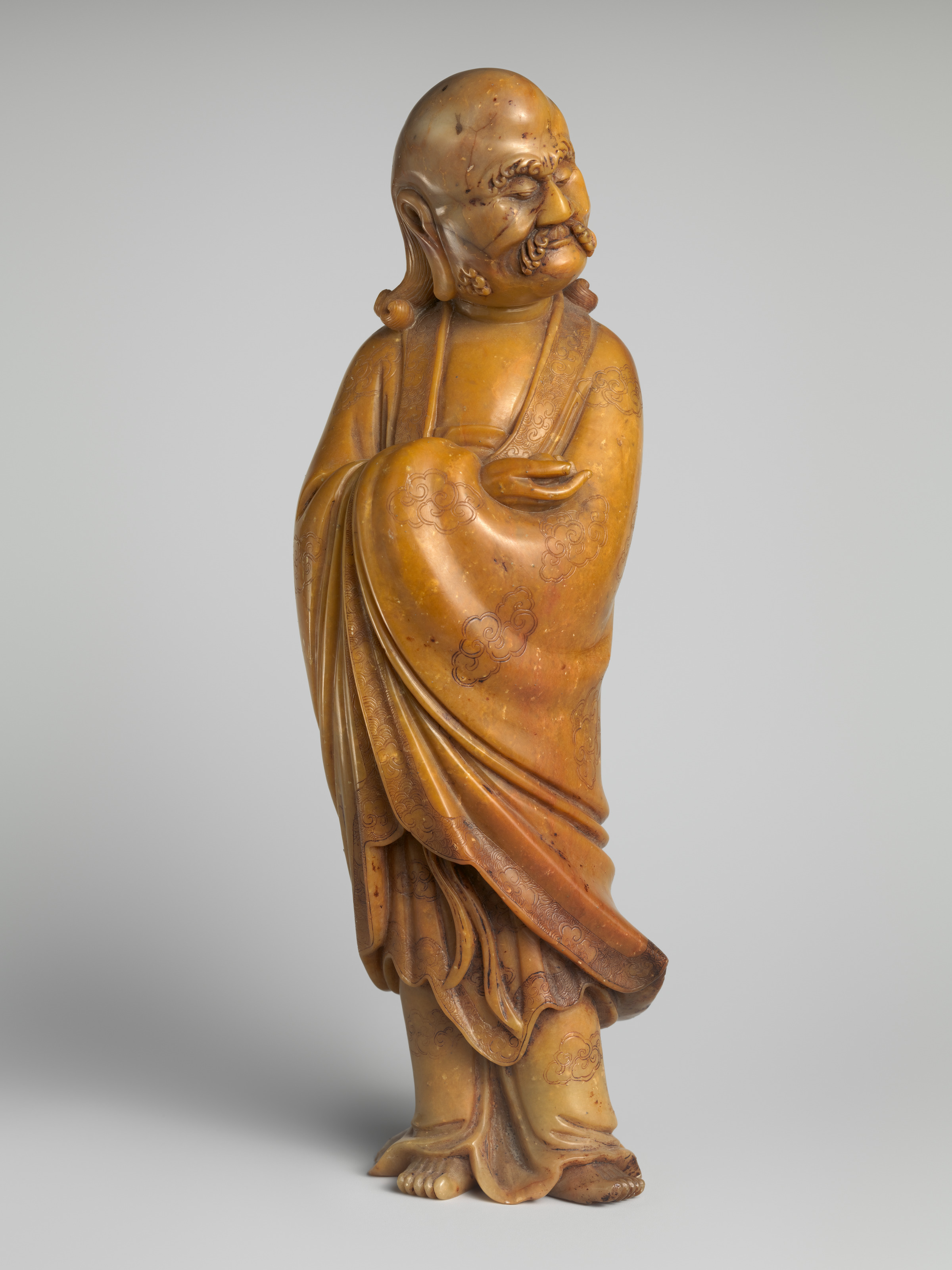
Dinastia Qing (1644–1911) estatueta de Bodhidharma..

Alguns mites i llegendes xineses descriuen que Bodhidharma estava alterat per la mala forma física dels monjos Shaolin, després de la qual cosa, els va instruir en tècniques per mantenir la seva condició física així com ensenyar meditació. Es diu que va ensenyar una sèrie d'exercicis externs anomenats Divuit mans Arhat  i una pràctica interna anomenada New Metamorphosis Classic. A més, després de la seva sortida del temple, es diu que dos manuscrits de Bodhidharma van ser descoberts a l'interior del temple: el Yijin Jing i el Xisui Jing. Les còpies i traduccions del Yijin Jing perviuen fins als nostres dies. El Xisui Jing s'ha perdut.

### Viatja pel sud-est asiàtic

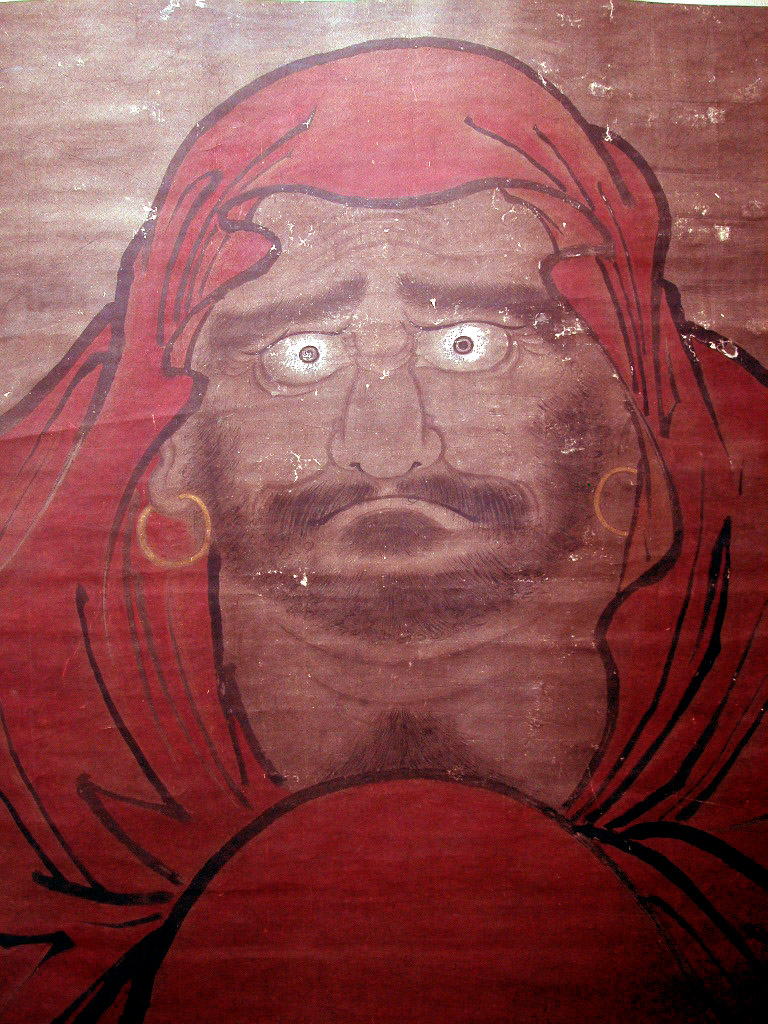
Pintura de Bodhidharma al castell de Himeji. Període Edo, Japó.

Segons el folklore del sud-est asiàtic, Bodhidharma va viatjar des de Jambudvipa per mar fins a Palembang, Indonèsia. Passant per Sumatra, Java, Bali, Malàisia i l'illa de Luzon, finalment va entrar a la Xina per Nanyue. En els seus viatges per la regió, es diu que Bodhidharma va transmetre el seu coneixement de la doctrina Mahayana i les arts marcials. La llegenda malaia diu que va introduir formes al silat.
La tradició Vajrayana vincula Bodhidharma amb el monjo del sud de l'Índia del segle XI Dampa Sangye que va viatjar molt al Tibet i la Xina difonent ensenyaments tàntrics.

### Aparició després de la seva mort
Tres anys després de la mort de Bodhidharma, es diu que l'ambaixador Song Yun del nord de Wei el va veure caminar mentre sostenia una sabata a les muntanyes del Pamir. Song li va preguntar a Bodhidharma on anava, a la qual cosa Bodhidharma va respondre: «Me'n vaig a casa». Quan se li va preguntar per què agafava la sabata, Bodhidharma va respondre: «Ho sabràs quan arribis al monestir de Shaolin. No diguis que m'has vist o et trobaràs amb un desastre». Després d'arribar al palau, Song li va dir a l'emperador que es va trobar amb Bodhidharma pel camí. L'emperador va dir que Bodhidharma ja estava mort i enterrat i que Song va arrestar per mentir. Al monestir de Shaolin, els monjos els van informar que Bodhidharma havia mort i havia estat enterrat en un turó darrere del temple. La tomba va ser exhumada i es va trobar que contenia una sola sabata. Aleshores els monjos van dir: «El mestre ha tornat a casa» i es van prosternar tres vegades: «Feia nou anys que s'havia quedat i ningú el coneixia; Portant una sabata a la mà se'n va anar a casa tranquil·lament, sense cerimònia».

## El llegat cultural

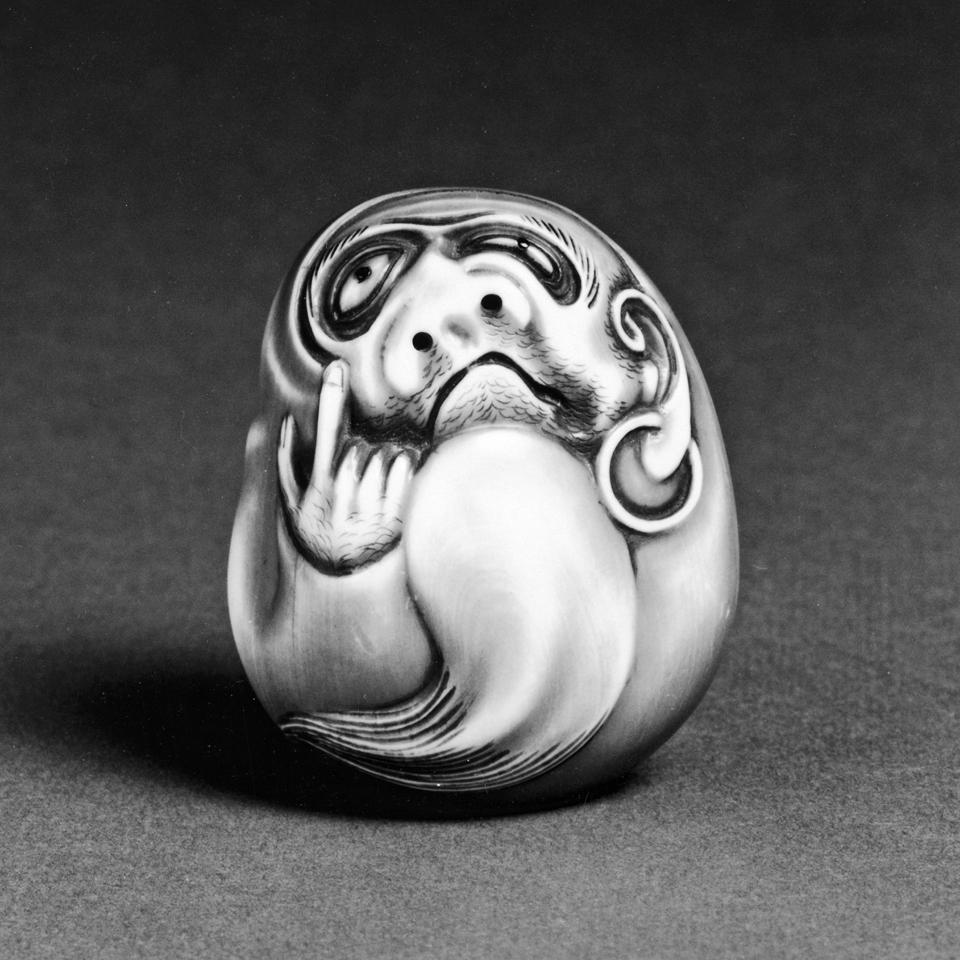
Estatueta de dent de catxalot de Bodhidharma, tallada per Hidemasa, principis del (Edo).

A la tradició Zen koan, Bodhidharma s'esmenta com una figura significativa. A la col·lecció de kōan del segle xiii de Dōgen, el Shinji Shōbōgenzō, Bodhidharma s'esmenta en catorze kōans diferents. A The Gateless Gate de Wumen Huikai:
| «                                   | Un monjo va preguntar a Zhaozhou: «Quin significat té el mestre ancestral (és a dir, Bodhidharma) que ve de l'oest?» Zhaozhou va dir: «El xiprer davant de la sala». | » |
| — La porta sense porta, cas núm. 37 | |   |

En una breu addenda de l'any 1245 d.C., el text fa referència a un lema atribuït a Bodhidharma: 
| « | Bodhidharma venint de l'oest, sense cap paraula, apuntant directament a la ment de l'home, advocava per veure la pròpia naturalesa i fer-se Buda". La llegenda de Dazu Huike i Bodhidharma es relata en el cas núm. 41 de La Porta Sense Porta . | » |

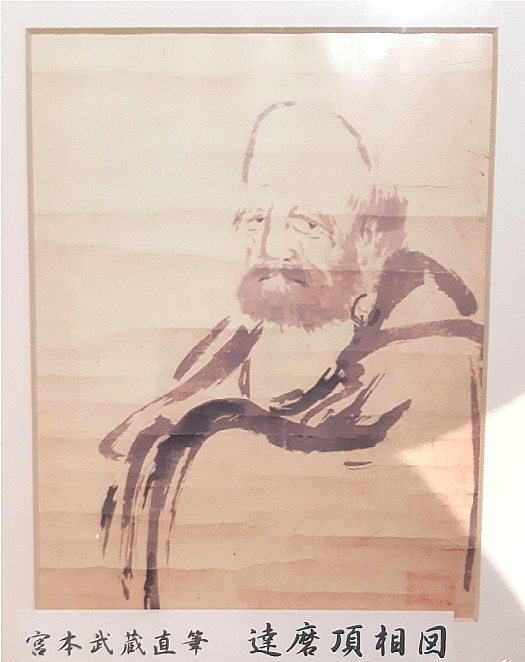
Representació de Bodhidharma, per Miyamoto Musashi

La imatge de Bodhidharma es va convertir en la inspiració de les nines Daruma japoneses, que es van originar a Takasaki de l'era Meiwa com a encants de bona sort. Cada any se celebra un Daruma Doll Festival (達磨市, daruma-ichi) al temple Shorinzan Daruma de Takasaki, celebrant la ciutat com el bressol de la nina Daruma. Més de 400.000 assistents vénen a comprar ninots nous. La versió japonesa de les estàtues de jocs infantils s'anomena "Daruma-san ga koronda" (達磨さんが転んだ, lit. 'El ninot Daruma va caure') .
Una pel·lícula de Corea del Sud de 1989, Per què ha marxat Bodhi-Dharma a l'Est?, deriva el seu títol d'un kōan sobre la llegendària transmissió de Bodhidharma del budisme Chan a la Xina. La pel·lícula es va projectar al Festival de Cinema de Canes de 1989 i va ser la primera pel·lícula de Corea del Sud que es va estrenar en cinemes als Estats Units. El 1994, la pel·lícula de Hong Kong Master of Zen (també coneguda com Bodhidharma) va adaptar les llegendes de la vida de Bodhidharma a una pel·lícula de drama d'arts marcials, en part inspirada en l'associació del mestre amb Kungfu Xaolin. La pel·lícula d'arts marcials de ciència-ficció tàmil índia del 2011 7aum Arivu presenta un descendent de Bodhidharma com a personatge principal, amb la seva trama centrada en les habilitats i els coneixements llegendaris de l'antic monjo. La pel·lícula va enfrontar-se a crítiques per les seves inexactituds històriques, especialment pel que fa a l'edat de Bodhidharma quan va entrar a la Xina. La polèmica va provocar vagues de fam entre els seguidors indis de Bodhidharma.